# Ernesto II de Brunswick-Luneburgo
Ernesto II, duque de Brunswick-Luneburgo (Celle, 31 de diciembre de 1564-ibíd., 2 de marzo de 1611) fue príncipe de Luneburgo de 1592 a 1611.

## Biografía
Ernesto era el segundo de quince hijos y el hijo mayor de Guillermo de Brunswick-Luneburgo y su consorte Dorotea de Dinamarca. Después de estudiar en Wittenberg, Leipzig y Estrasburgo, regresó a Celle a consecuencia del deterioro de la salud de su padre. Al morir éste en 1592, tomó las riendas del poder. Inicialmente estaba limitado a un periodo de 8 años por un tratado con su hermano Cristian y los nobles. Sin embargo, tras el sellado del acuerdo posterior, pudo ejercer el poder hasta su muerte el 2 de marzo de 1611. 
Su gobierno estuvo dominado por los intentos de mejorar la situación financiera tanto del principado como de su familia, porque su padre había dejado el Estado con graves deudas. También vale la pena mencionar el Tratado de la Familia Celle concluido por él en 1610, que aseguró la indivisibilidad del principado y que fue confirmado por el emperador Matías en 1612.
- Datos: Q67190
- Multimedia: Ernest II, Duke of Brunswick-Lüneburg (1564–1611) / Q67190